# Alopia glorifica
Alopia glorifica is een slakkensoort uit de familie van de Clausiliidae. De wetenschappelijke naam van de soort werd voor het eerst geldig gepubliceerd in 1852 door Charpentier.

## Ondersoorten
- Alopia glorifica deceptans Deli & Szekeres, 2011
- Alopia glorifica elegantissima H. Nordsieck, 1977
- Alopia glorifica glorifica (Charpentier, 1852)
- Alopia glorifica intercedens (A. Schmidt, 1857)
- Alopia glorifica magnifica R. Kimakowicz, 1962
- Alopia glorifica subita (M. Kimakowicz, 1894)
- Alopia glorifica valachiensis O. Boettger, 1879
- Alopia glorifica vranceana Grossu, 1967